# Orranut Klomdee
Oranut Klomdee (Bangkok, 1 de junio de 1980) es una atleta tailandesa especializada en carreras de velocidad. Fue seleccionada para el equipo de 4X100 en los Juegos Olímpicos de Sídney 2000, tras realizar una apertura de 11,93 en los 100 m Desde entonces, ha sido miembro estable del equipo, con medallas de oro en el Campeonato de Asia de 2003 y 2005 como una de las mejores deportistas. Klomdee también fue seleccionada para la Copa del Mundo de Asia 4X100 en el equipo en 2006. Sus mejores desempeños individuales es la puesta en el 5 º en los Juegos Asiáticos de 2002 y el Campeonato de Asia de 2003, ambas en 100 m